# Каф (буква еврейского алфавита)
Каф (ивр. כָּף‎) — одиннадцатая буква еврейского алфавита. В иврите она обозначает звук [k] (с дагешем), или [х] (без дагеша).
Родственна финикийской буквe каф , и вместе с ней происходит от древнеханаанской  и/или протосинайской буквы  с реконструированным значением «ладонь».
Одна из пяти букв с конечной формой — в конце слова выглядит как ך. Имеет числовое значение (гематрию) 20. 
Одна из букв бегед-кефет, то есть получает дагеш каль в начале слова и после шва нах.
В современном иврите каф с дагешем является синоглифом куфа, а каф без дагеша может быть синоглифом хета.
В языке идиш эта буква без точки внутри обозначает звук [x] и называется «хоф», а с точкой — считается отдельной буквой, обозначает звук [k] и называется «коф» (во втором случае она используется только в заимствованиях из иврита).
В арабском алфавите соответствует букве кяф.